# Pyrinia antarxata
Pyrinia antarxata là một loài bướm đêm trong họ Geometridae.